# Don Greenwell
Donald Greenwell (4 tháng 1 năm 1924 – tháng 12 năm 2002) là một cầu thủ bóng đá người Anh từng thi đấu ở vị trí half-back tại Football League cho York City.